# Rdza słonecznika

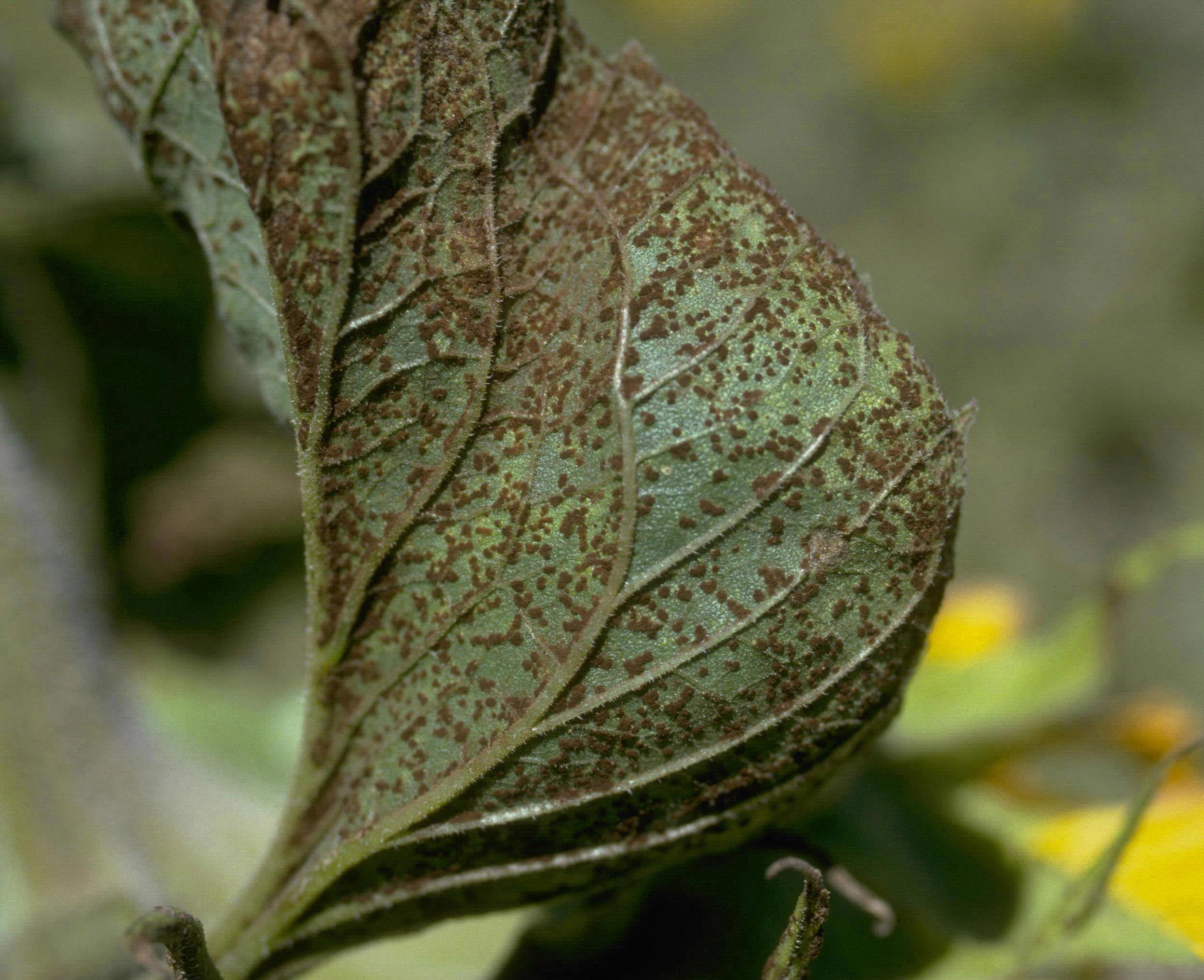
Objawy rdzy (uredinia na liściu słonecznika zwyczajnego

Rdza słonecznika (ang. rust of sunflower) – grzybowa choroba słoneczników wywołana przez Puccinia helianthi. Należy do grupy chorób zwanych rdzami. 

## Występowanie i szkodliwość
Choroba występuje na całym świecie, zarówno na słonecznikach uprawianych (słonecznik zwyczajny i słonecznik bulwiasty), jak i na innych, dziko rosnących gatunkach słoneczników i na rzepieniu pospolitym. Przy silnym porażeniu powoduje zmniejszenie plonu nasion oraz gorszą jego jakość – mniejszą ilość oleju w nasionach. Duży wpływ na rozwój choroby ma pogoda i czas infekcji. Gdy wystąpi silna infekcja pierwotna wiosną, straty mogą być bardzo duże. Choroba pojawiająca się później jest wynikiem wtórnych infekcji spowodowanych przez wytwarzane na porażonych roślinach zarodniki zwane urediniosporami. Patogen wykazuje dużą zmienność. W USA w jednym tylko roku stwierdzono istnienie 39 szczepów, a przy tym wciąż powstają nowe.

## Objawy i rozwój choroby
Pierwszym objawem porażenia są pojawiające się na górnej stronie liści żółtopomarańczowe plamki o średnicy około 0,5 cm. W ich obrębie tworzą się pyknidia. Bezpośrednio pod plamkami, na dolnej stronie liści wkrótce powstają kubeczkowate, pomarańczowe ecja. Około 2 tygodnie później na górnej lub dolnej stronie liści powstają brązowe grudkowate uredinia o średnicy około 1,5 mm. Mogą być otoczone żółtą, chlorotyczną obwódką. Łatwo dają się zetrzeć palcem, pozostawiając brązową smugę zarodników (urediniospor). Zarodniki te rozprzestrzeniają chorobę. Mogą być przez wiatr przenoszone na duże odległości. Infekują blaszkę liściową łącznie z ogonkiem i przylistkami, a nawet łodygi. Najczęściej jednak infekcja następuje w zagłębieniach blaszki liściowej, gdyż tam najdłużej utrzymuje się wilgoć niezbędna do ich kiełkowania. Przy sprzyjającej patogenowi pogodzie cykl wytwarzania urediniospor powtarza się co 10-14 dni. Pod koniec sezonu wegetacyjnego uredinia przekształcają się w brązowoczarne telia, które nie dają się już zetrzeć palcem. Powstają w nich przetrwalnikowe teliospory. Zimują one na porażonych i obumarłych częściach roślin. Powstała z nich przedgrzybnia wytwarza bazydiospory, które wiosną dokonują infekcji pierwotnej na młodych słonecznikach.

## Ochrona
Ważne jest stosowanie odmian opornych na rdzę, jednak nie zapobiega to całkowicie chorobie, duża zmienność patogena powoduje, że wkrótce przełamuje bariery obronne rośliny. Również zmianowanie nie zapobiega całkowicie infekcjom, gdyż zarodniki rdzy mogą być przenoszone przez wiatr na duże odległości. Jednakże przerwanie przez zmianowanie cyklu rozwojowego rdzy na danym polu znacznie zmniejsza nasilenie choroby. Ponieważ patogen rozwija się także na dziko rosnących gatunkach słoneczników, zalecane jest niszczenie ich w sąsiedztwie plantacji. Ogranicza rozwój choroby również głęboka orka, niszczenie resztek pożniwnych; zrównoważone nawożenie i odpowiednia gęstość siewu (rośliny rosnące w zagęszczeniu są bardziej narażone na infekcję).
Niezbędne do zwalczania choroby jest opryskiwanie odpowiednimi fungicydami stosowane w odpowiednim czasie. W tym celu należy systematycznie lustrować plantację, by wcześnie wykryć objawy chorobowe. Za ekonomicznie uzasadniony próg szkodliwości choroby, przy którym należy rozpocząć opryskiwanie w USA uznaje się, gdy na 4 górnych liściach słoneczników co najmniej 1% ich powierzchni zajmują plamki spowodowane przez Puccinia helianthi.